# María Gabriela Raviña
María Gabriela Raviña (La Plata, Provincia de Buenos Aires; 17 de diciembre de 1955 - 6 de febrero de 2008) fue una arqueóloga argentina, dedicada al estudio de culturas antiguas del Noroeste Argentino. Fue profesora de la Facultad de Ciencias Naturales y Museo de la Universidad Nacional de La Plata e investigadora de CONICET. Desempeñó su trabajo de investigación en la División Arqueología del Museo de La Plata.

## Biografía

### Comienzos
Realizó sus estudios secundarios en el Liceo Víctor Mercante de la Universidad Nacional de La Plata y en 1980 obtuvo el título de Licenciada en Antropología en la misma Universidad. Sus primeras experiencias en la arqueología fueron como estudiante, en el equipo del Dr. Rodolfo A. Raffino. Allí comenzó sus investigaciones sobre la presencia incaica en el Kollasuyu.

### Trayectoria científica

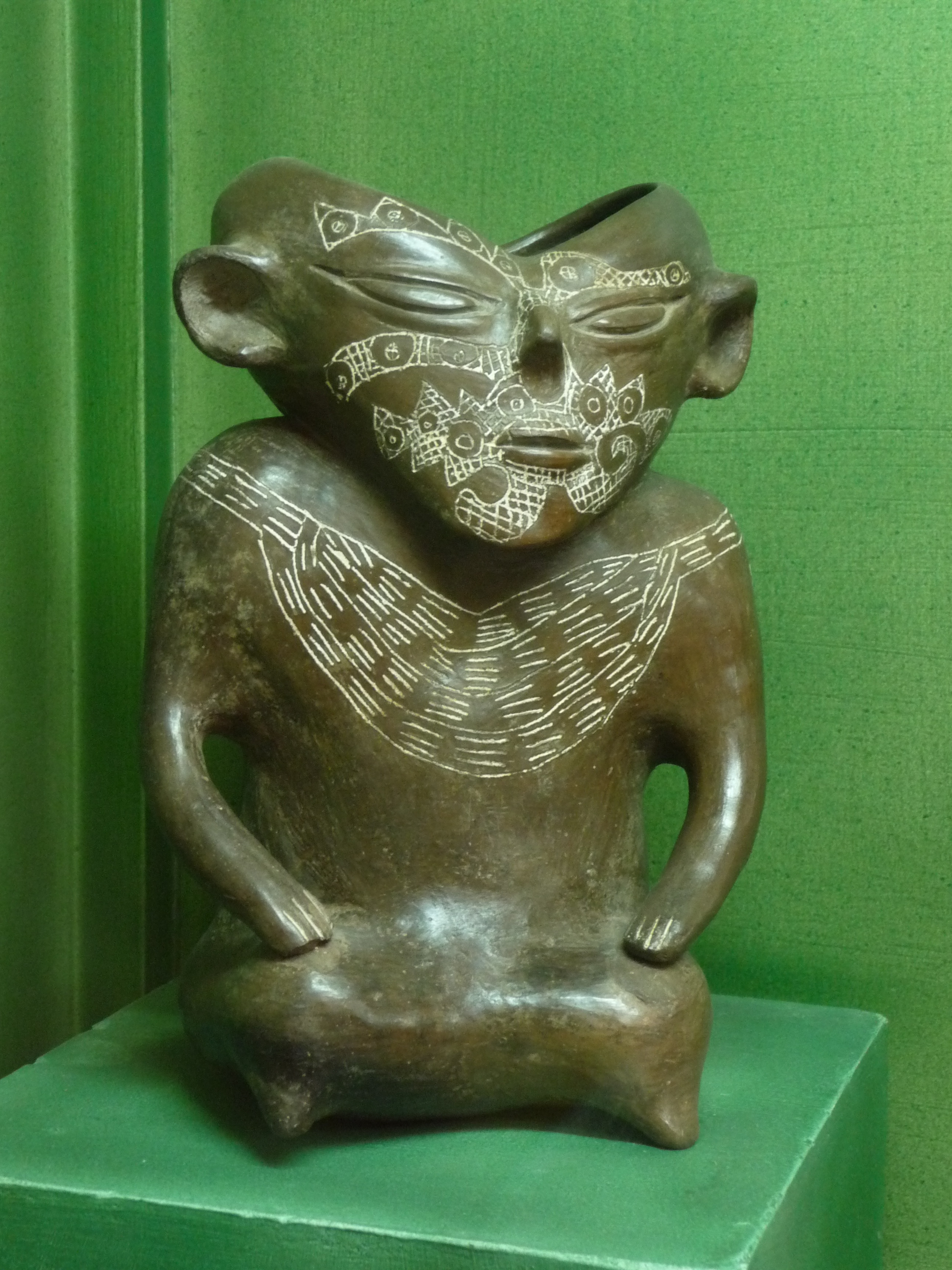
Pieza cerámica de la cultura La Aguada

Desde antes de obtener el título de grado, incursionó en el estudio de la cultura Aguada, tema la cual le dedicó muchos años de su carrera. En 1981 obtuvo un beca de CONICET para estudiar la entidad Aguada en el Norte de la Provincia de La Rioja donde conoció a su colega y luego amiga Adriana B.Callegari. De esta relación surgió la publicación del Mapa Arqueológico de la Provincia de La Rioja, que sería la primera de muchas en los siguientes años. En ese importante trabajo las autoras realizaron un exhaustivo relevamiento bibliográfico para el relevamiento de los sitios arqueológicos de La Rioja conocidos en ese momento. Sus investigaciones se centraron luego en los Faldeos de la Sierra del Velasco (Dto. de Castro Barros) en las inmediaciones de Anillaco.
Luego del regreso de la Democracia en Argentina, Gabriela Raviña era becaria en la División Arqueología del Museo de La Plata. Desde ese rol y en conjunto con sus compañeras becarias, trabajó afanosamente en la elaboración un plan de estudios que retomara los ejes que habían sido censurados y eliminados por la dictadura militar.
En colaboración con la Dra. Callegari, hacia fines de la década del 90 comenzaron a estudiar en el ámbito de la Universidad Nacional de La Rioja, el sitio arqueológico La Cuestecilla, un importante asentamiento que se desarrolló entre el principio de la era y los 1300 años DC, en el actual Dpto. Famatina, La Rioja. Como producto de esas investigaciones se publicaron numerosos trabajos tendientes a explicar la complejidad social de los grupos que habitaron la región. Se exploró la jerarquización del espacio mediante el estudio de la cerámica y la arquitectura, se analizaron aspectos simbólicos y materialización de la ideología y el ceremonialismo en vinculación con el paisaje construido.
Asimismo, exploró estas antiguas sociedades desde diferentes perspectivas y en colaboración con numerosos especialistas. Desde la Etnoarqueología, la Etnobotánica, el Arte Precolombino y la Educación produjo una serie de trabajos que echaron luz sobre los comportamientos y usos del entorno de esos grupos humanos.
Sus últimos años los dedicó a investigar los momentos Tardío e Incaico de la Puna Noroccidental jujeña, lo que dio lugar a la publicación de nuevos sitios arqueológicos: Abra de Lagunas, Pajchela y Guayatayoc.

### Trayectoria docente
Raviña se desempeñó desde muy temprano en su carrera como auxiliar docente en las Cátedras Arqueología Americana 1 (1981-2004) y Sistemas de Subsistencia pre-europeos en el Nuevo Mundo (1981 -1994), en la Facultad de Ciencias Naturales y Museo de la UNLP. A partir del año 1996 se hizo cargo de la última como Profesora Adjunta.

### Funciones académicas en la vida universitaria
Formó parte del Consejo Consultivo Departamental, Área Antropología (órgano asesor del Consejo Directivo de la Facultad de Ciencias Naturales y Museo), como miembro Titular del Claustro de Graduados y luego por el Claustro de Profesores.

## Publicaciones seleccionadas
- Un caso de reocupación Inca de un sitio arqueológico en el valle de Vinchina (Dpto. Gral. Lamadrid, La Rioja) (1986)

- Hallazgos arqueológicos en El Cantadero (Famatina, La Rioja) (1988)

- Un tipo de estrategia de localización en el oeste riojano (Villa Castelli) (1991)

- Espacio de asentamiento y sistema de sitios en el Departamento Castro Barros (Provincia La Rioja) (1991)

- Algunas consideraciones sobre la jerarquización espacial en el sitio La Cuestecilla (1997)

- Las culturas precolombinas en la educación formal y no formal en la Provincia de La Rioja (1991)

- La presencia Aguada en el Departamento Castro Barros (La Rioja) (1992)

- La variabilidad Aguada: características de su ocupación en el Departamento Castro Barros (La Rioja) (1992)

- Arqueología de La Zanja (Dpto. Famatina, La Rioja) (1996)

- Una interpretación de la jerarquización espacial a través del análisis cerámico y arquitectónico en el sitio la Cuestecilla (Famatina, La Rioja) (1998).

- Materialización de la ideología, ceremonialismo y complejidad social. Un caso de estudio: la Cuestecilla (Dto.Famatina, La Rioja) (1999)

- Construcciones de piedras de colores. El empleo recurrente del negro, rojo y blanco (2000)

- Paisaje social y ceremonialismo en La Cuestecilla (Departamento Famatina, la Rioja) (2000)

- El espacio productivo en La Cuestecilla (Famatina, La Rioja) (2006).